# Bence Iszlai
Bence Iszlai (sinh 29 tháng 5 năm 1989 ở Veszprém) là một cầu thủ bóng đá Hungary hiện tại thi đấu ở Mezőkövesd ở giải vô địch quốc gia Hungary.
Trước đó Haladás Iszlai thi đấu ở Veszprém FC giai đoạn 2007-2008, ghi 2 bàn trong 22 trận cho câu lạc bộ.

## Thống kê câu lạc bộ
| Câu lạc bộ          | Mùa giải | Giải vô địch | Giải vô địch | Cúp     | Cúp       | Cúp Liên đoàn | Cúp Liên đoàn | Châu Âu | Châu Âu   | Tổng    | Tổng      |
| Câu lạc bộ          | Mùa giải | Số trận      | Bàn thắng    | Số trận | Bàn thắng | Số trận       | Bàn thắng     | Số trận | Bàn thắng | Số trận | Bàn thắng |
| ------------------- | -------- | ------------ | ------------ | ------- | --------- | ------------- | ------------- | ------- | --------- | ------- | --------- |
| Veszprém            |          |              |              |         |           |               |               |         |           |         |           |
| 2007–08             | 22       | 2            | 2            | 1       | –         | –             | –             | –       | 24        | 3       |           |
| Tổng                | 22       | 2            | 2            | 1       | 0         | 0             | 0             | 0       | 24        | 3       |           |
| Szombathely         |          |              |              |         |           |               |               |         |           |         |           |
| 2008–09             | 5        | 0            | 0            | 0       | 7         | 0             | –             | –       | 12        | 0       |           |
| 2009–10             | 15       | 0            | 2            | 0       | 4         | 2             | 2             | 0       | 23        | 2       |           |
| 2010–11             | 7        | 1            | 1            | 0       | 4         | 0             | –             | –       | 12        | 1       |           |
| 2011–12             | 24       | 1            | 2            | 0       | 0         | 0             | –             | –       | 26        | 1       |           |
| 2012–13             | 27       | 5            | 2            | 0       | 1         | 0             | –             | –       | 30        | 5       |           |
| 2013–14             | 25       | 0            | 3            | 0       | 7         | 0             | –             | –       | 35        | 0       |           |
| 2014–15             | 25       | 1            | 1            | 0       | 1         | 0             | –             | –       | 27        | 1       |           |
| 2015–16             | 28       | 2            | 3            | 1       | –         | –             | –             | –       | 31        | 3       |           |
| 2016–17             | 30       | 6            | 1            | 1       | –         | –             | –             | –       | 31        | 7       |           |
| Tổng                | 186      | 16           | 15           | 2       | 24        | 2             | 2             | 0       | 227       | 20      |           |
| Mezőkövesd          |          |              |              |         |           |               |               |         |           |         |           |
| 2017–18             | 9        | 1            | 0            | 0       | –         | –             | –             | –       | 9         | 1       |           |
| Tổng                | 9        | 1            | 0            | 0       | 0         | 0             | 0             | 0       | 9         | 1       |           |
| Tổng cộng sự nghiệp |          | 217          | 19           | 17      | 3         | 24            | 2             | 2       | 0         | 260     | 24        |

Cập nhật theo các trận đấu đã diễn ra tính đến ngày 9 tháng 12 năm 2017.